# Ferrer Torrella
Ferrer Torrella (Játiva, ca. 1420 - Valencia, 1491) fue un médico español.
Estudió medicina en Montpellier, y durante los años de 1440 lo ejerció en Játiva, y posteriormente en Valencia. Formó parte del consejo ciudadano como examinador de médicos y cirujanos, y fue uno de los fundadores, con Joan de Bònia, Lluís Dalmau y Lluís Alcañiz, de la Escuela de Cirugía creada en Valencia en 1462, que a la formación profesional reglada en este oficio incorporó progresivamente medidas metodológicas innovadoras que se alejaban del modelo escolástico de los siglos anteriores. Esta escuela daba preferencia al conocimiento adquirido mediante la práctica bajo la tutela de mentores experimentados, por encima de la lectura y el comentario de textos, y obtuvo en fecha muy temprana (1478) el privilegio real para la disección de cadáveres humanos, anticipándose así a la mayoría de las universidades de su tiempo. Esta orientación tenía que culminar en la constitución de la cátedra universitaria de cirugía al fundarse (1499-1502) el Estudi General de Valencia, cuando todavía pocas universidades del mundo disponían de esta facultad.
Los tres hijos de Ferrer Torrella, Ausiàs, Jeroni y Gaspar, fueron también médicos eminentes. Este último lo menciona así en su Dialogus de dolore, publicado en 1500: «Genitor meus medicus fuit, cuius memoria ob huius artis eximiam peritiam sempiterna erit».